# Ornithogalum viridiflorum
Ornithogalum viridiflorum är en sparrisväxtart som först beskrevs av Inez Clare Verdoorn, och fick sitt nu gällande namn av John Charles Manning och Peter Goldblatt. Ornithogalum viridiflorum ingår i släktet stjärnlökar, och familjen sparrisväxter. Inga underarter finns listade i Catalogue of Life.